# Teorema de Rybczynski

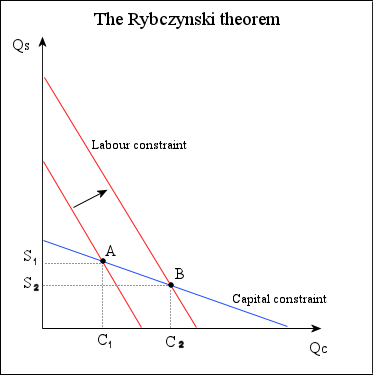
Diagrama del teorema de Rybczynski.

En comercio internacional, el teorema de Rybczynski establece que un aumento de la dotación de un factor productivo en un país producirá un aumento de la cantidad producida del bien que utiliza dicho factor de forma intensiva y una disminución en la producida del otro bien. Fue desarrollado en 1955 por el economista inglés de origen polaco Tadeusz Rybczynski.
En el ámbito de la economía internacional del Modelo Heckscher-Ohlin, la apertura del comercio entre dos regiones conduce a cambios en la oferta relativa de factores entre las regiones. Esto puede llevar a un ajuste en las cantidades y tipos de productos entre las dos. El teorema de Rybczynski explica que si el precio de los bienes permanece constante, el aumento en la dotación de un factor productivo, provoca un aumento más que proporcional de la producción del bien que utiliza ese factor intensivamente y una disminución absoluta de la producción del bien que utiliza intensivamente el otro factor. Finalmente, a través de ambos países, las fuerzas del mercado harían retornar el sistema a la igualdad de producción en cuanto a precios de los factores.